# Juan IV de Mecklemburgo
Juan IV, duque de Mecklemburgo (antes de 1370 - 16 de octubre de 1422) fue el gobernante único del ducado de Mecklemburgo desde 1384 a 1395 y corregente desde 1395 hasta 1422.

## Biografía
Juan IV fue el único hijo del duque Magnus I de Mecklemburgo y su esposa Isabel de Pomerania-Wolgast.  Ernst Boll incorrectamente se refiere a él como "Juan III" en su Historia de Mecklemburgo, parte 1.
Después de la muerte de su padre en 1384 y su primo Alberto IV en 1388, Juan gobernó Mecklemburgo junto con su tío Alberto III (también un rey de Suecia). Cuando Alberto III fue capturado por los daneses en 1389 en relación con su gobierno en Suecia, Juan gobernó como regente único de Mecklemburgo hasta la liberación de Alberto en 1395. Después de la muerte de Alberto en 1412, Juan gobernó conjuntamente con el hijo de Alberto Alberto V.
El 13 de febrero de 1419, Juan, Alberto V de Mecklemburgo y el consejo de la ciudad de Rostock fundaron la Universidad de Rostock, la primera universidad del norte de Alemania y de toda la región báltica.
Ayudó a su tío Alberto III en el refuerzo de los derechos del último como rey sueco. En este caso, probablemente actuó como un líder de los Hermanos de las vituallas.

Los alemanes tenían 900 hombres de infantería, su líder se llamaba Enis, un alemán y un pariente de Alberto; otro líder fue llamado "Maekingborg", también un pariente de Alberto.

Este "Enis" es probablemente Juan IV.

## Matrimonio y descendencia
Juan se casó dos veces: primero la condesa Juta de Hoya, que murió en 1415, y en segundo lugar, en 1416, con Catalina, hija del duque Erico IV de Sajonia-Lauemburgo. El primer matrimonio de Catalina había sido con Juan VII de Werle, que murió en 1414.
Juan tuvo dos hijos:
- Enrique IV, el Gordo, duque de Mecklemburgo (1417–1477)
- Juan V, duque de Mecklemburgo (1422–1442)